# Bergmannsroute
Die Bergmannsroute ist ein 26 km langer Themenwanderweg zwischen den Städten Wetzlar und Braunfels. 
Bei dem Weg handelt es sich um eine Alternativroute zum Lahnwanderweg, die 2012 eingerichtet wurde und 2014 das zertifizierte Siegel „Wanderbares Deutschland“ erhielt, das 2017 erneuert wurde. Die Bergmannsroute führt durch eine Region, die eine lange Bergbauhistorie aufzuweisen hat. Mit der Schließung der Grube Fortuna in Solms am 4. März 1983 endete die mehr als 2.000-jährige Geschichte des Eisenerzbergbaus im Lahn-Dill-Gebiet. Die Spuren dieser langen Bergbautradition prägen auch heute noch das Landschaftsbild und zahlreiche Relikte der einstigen Bergwerke können auf der Bergmannsroute entdeckt werden.
Die Bergmannsroute beginnt in Wetzlar und verläuft zunächst entlang der Lahn bis zum Kloster Altenberg und weiter zur Grube Fortuna. Von der Stadt Leun aus durchquert der Themenwanderweg das Lahntal und endet schließlich in Braunfels. Die Bergmannsroute ist eine Georoute im Nationalen Geopark Westerwald-Lahn-Taunus.